# Wiehlea calcarifera
Wiehlea calcarifera är en spindelart som först beskrevs av Simon 1884.  Wiehlea calcarifera ingår i släktet Wiehlea och familjen täckvävarspindlar. Inga underarter finns listade i Catalogue of Life.